# توم رايلي (لاعب كرة قدم)
توم رايلي (بالإنجليزية: Tom Riley)‏ (1 مارس 1882 في المملكة المتحدة - 1939) هو لاعب كرة قدم بريطاني (وحمل سابقاً جنسية المملكة المتحدة لبريطانيا العظمى وأيرلندا) في مركز الظهير. لعب مع أستون فيلا وبلاكبيرن روفرز ونادي برينتفورد ونادي ساوثهامبتون ونادي تشورلي.